# Otto Kraemer

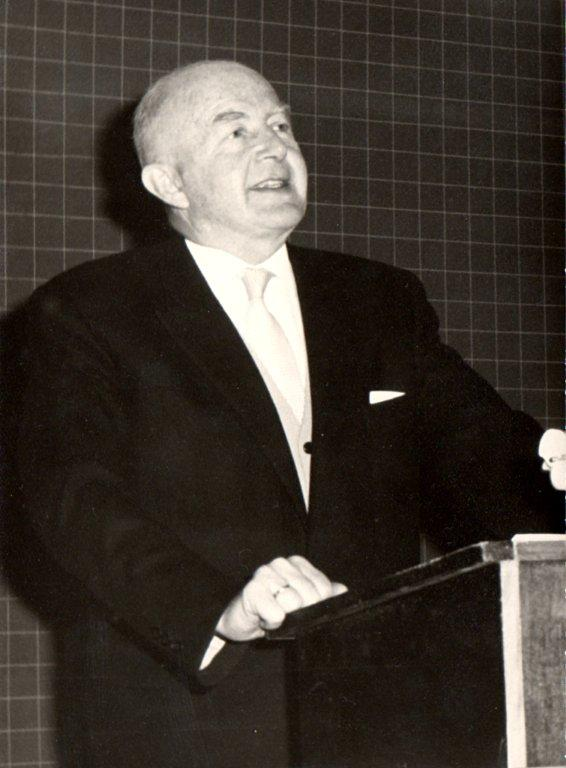
Otto Kraemer während einer Vorlesung, 1963/64

Otto Kraemer (* 25. Juli 1900 in Bingen; † 25. Februar 1986 in Karlsruhe) war ein deutscher Maschinenbauingenieur und Ordinarius an der Technischen Hochschule Karlsruhe.

## Leben
Otto Kraemer wurde als Sohn des Gymnasialprofessors Joseph Hans Kraemer (1872–1963) geboren und besuchte das heutige Rabanus-Maurus-Gymnasium in Mainz. Nach kurzer Militärzeit am Ende des Ersten Weltkrieges studierte er Allgemeinen Maschinenbau an der Technischen Hochschule Darmstadt mit dem Abschluss Diplom-Ingenieur im Jahre 1923. Seine erste Stelle trat er an der Schiffswerft Bremer Vulkan in Bremen-Vegesack an, wo er sieben Jahre das Konstruktionsbüro für Schiffsmotoren leitete. Danach war er von 1930 bis 1934 Leiter der maschinentechnischen Abteilung der WARIED-Tankschiff-Reederei in Hamburg.
1934 wurde er als Ordinarius auf den Lehrstuhl für Kolbenmaschinen und Dampfkessel der Technischen Hochschule Karlsruhe berufen, den er bis zu seiner Emeritierung im Jahre 1968 innehatte. In all diesen Jahren betreute er auch die Karlsruher Hochschulvereinigung (heute Karlsruher Universitätsgesellschaft). Seit 1938 wurde seinem Lehrstuhl das Lehrgebiet Getriebelehre angegliedert. Seine Vorlesungen umfassten die Gebiete Verbrennungsmotoren, Dampfkolbenmaschinen, Getriebelehre, Schwingungslehre und Regelungstechnik. Für Letzteres kann er als Pionier einer inzwischen stark weiter entwickelten Spezialwissenschaft gelten.
Während der Kriegsjahre von 1940 bis 1945 wurde ihm die Leitung der Marine-Torpedoentwicklung in der Torpedoversuchsanstalt Eckernförde übertragen.
Otto Kraemer war nicht nur als Forscher und Lehrer bekannt, sondern auch als Philosoph und Künstler, der sich in vielen Aufsätzen und Vorträgen mit dem Problem Mensch und Technik auseinandergesetzt hat, in denen er sich um eine Antwort zwischen Fortschrittsglaube und Kulturpessimismus bemühte. In der Hochschule unvergessen sind die vielbesuchten Rosenmontagsvorlesungen, die Ausdruck von Kraemers humorvoller Persönlichkeit darstellten.
Seine künstlerische Neigung widmete er hauptsächlich dem Schattenspiel, dessen Theater und Figuren er selbst entwarf und fertigte sowie dessen Texte für zahlreiche Stücke (z. B. Doktor Faust) er selbst dichtete. Seit 1925 engagierte er sich, zum Teil in führenden Funktionen, als Mitglied der Schlaraffia, einer Herrengesellschaft zur Pflege der Kunst, des Humors und der Freundschaft.
Otto Kraemer heiratete 1929 Lisbeth geb. Rasch und hatte sechs Söhne.

## Ehrungen
- 1965: Ehrendoktorwürde Dr. rer. nat. h. c., verliehen durch die Technische Hochschule Darmstadt.

## Schriften
- Bau und Berechnung von Verbrennungsmotoren. (ab der 5. Auflage mit Georg Jungbluth), Springer, Berlin 1983, ISBN 3-540-12026-2.
- Getriebelehre. 7. Auflage. Braun, Karlsruhe 1978, ISBN 3-7650-2024-9.
- Untersuchungen von Bruchstellen am Befestigungsgewinde von Kolbenstangen. In: Der Maschinenschaden. Nr. 12, 1934.
- Erzwungene Biegeschwingungen bei Kurbelwellen. In: Konstruktion. 9.1957,4, S. 129–140.
- Mut zur Zukunft. In: Physikalische Blätter. Nr. 7, 1966. Online
- Wandelt die Technik den Menschen? In: Betriebswirtschaftliche Forschung und Praxis. 12.1960,5, S. 303–305.
- Zukunft ohne Vorbild. In: Der Maschinenschaden. 33.1960,5/6, S. 79–86.
- Aus der Erfindermappe von Leonardo da Vinci. In: Physikalische Blätter. 15.1959,4, S. 173–179. Online
- Mut zur Muße. In: Mineraloel, Eine Zeitschrift für die Mineraloelwirtschaft. 1. Jahrgang. Nr. 4, Juni 1956.
- Automat und Mensch. In: Elektrotechnische Zeitschrift. 77.1956,18, S. 608–612.
- Segen und Nutzung der Muße im technischen Zeitalter. In: Melliand Textilberichte. 36. 1955,11.
- Seelische Wirkungen des technischen Zeitalters. In: VDI-Zeitschrift. 97.1955, 26 1955, S. 907–916.
- Leonardo da Vinci, Erfindergenie vor den Toren der Neuzeit. Braun, Karlsruhe 1954. (Auszug aus dem Vortrag anlässlich der Jahreshauptversammlung des Verbandes TEGEWA am 22. Mai 1954 in Bad Kreuznach).
- Sinn und Unsinn akademischer Prüfungen, Physikalische Blätter 1970, Nr. 12, Online

Patentschriften:
- 696263 vom 15. November 1936 Dreizylindersternmotor mit vollkommenem Massenausgleich.
- 819579 vom 13. September 1951 Verteiler zur gleichmäßigen Belieferung mehrerer Düsen oder sonstiger Mengenverbraucher.
- 882498 vom 26. Mai 1953 Flüssigkeitszähler.